# Baureihe 420
De Baureihe 420 en Baureihe 421 is een elektrisch treinstel bestemd voor het lokaal personenvervoer van een aantal S-Bahn-netten van de Deutsche Bahn (DB).

## Geschiedenis
De drie proeftreinen hadden verschillende kleuren. De 420 001 werd crème/oranje, de 420 002 werd crème/lichtblauw en de 420 003 werd crème/kanarierood. De treinen voor de S-Bahn München kregen de kleur crème/lichtblauw, de treinen voor de andere S-Bahn werden crème/oranje.
Het treinstel vormde in 1972 tijdens de Olympische Spelen de spil in het personenvervoer van München. Hiervoor werden ook treinen van dit type geleend van de S-Bahn Rhein-Ruhr, de S-Bahn Frankfurt, de S-Bahn Rhein-Main en de Stuttgarter S-Bahn.
Het eerste treinstel, de 420 001, is een actief museumtreinstel. Met dit treinstel worden toeristische tochten gemaakt. Een deel van de 420 002 is in het Verkehrszentrum des Deutschen Museums in München (Schwanthalerhöhe) opgesteld.

## Constructie en techniek
Het treinstel is opgebouwd uit een aluminium frame. Van de eerste dertig treinen hebben alleen de koprijtuigen een stalen frame. Alle twaalf assen waren aangedreven. Door de aanwezigheid van veel deuren en de lichte bouw kunnen in korte tijd veel passagiers worden vervoerd. Het treinstel is uitgerust met luchtvering. Er kunnen tot vier eenheden gekoppeld worden.

### Nummers
De treinstellen van de Deutsche Bahn (DB) zijn als volgt genummerd:
|     | proefserie                | 1e serie:                 | 2e serie:                 |
| --- | ------------------------- | ------------------------- | ------------------------- |
| van | 420 001, 421 001, 420 501 | 420 004, 421 004, 420 504 | 420 121, 421 121, 420 621 |
| tot | 420 003, 421 003, 420 503 | 420 120, 421 120, 420 620 | 420 200, 421 200, 421 700 |

|     | 4e serie:                 | 5e serie:                 | 6e serie:                 |
| --- | ------------------------- | ------------------------- | ------------------------- |
| van | 420 261, 421 261, 420 761 | 420 325, 421 325, 420 825 | 420 371, 421 371, 420 871 |
| tot | 420 324, 421 324, 420 824 | 420 370, 421 370, 420 870 | 420 391, 421 391, 421 891 |

|     | 7e serie                  | 8e serie                  |
| --- | ------------------------- | ------------------------- |
| van | 420 400, 421 400, 420 900 | 420 431, 421 431, 420 931 |
| tot | 420 430, 421 430, 420 930 | 420 489, 421 489, 420 989 |

### 420 plus
Na een ombouw van treinen uit de 7e serie in AW Krefeld-Oppum met inbouw van onder meer klimaatregeling, automatisch sluitende deuren en doorkijkvensters tussen de rijtuigen. Het ging hierbij om de treinstellen: 420 400, 420 416, 420 425, 420 428, 420 429 en 420 430.
De treinen werden sinds 10 april 2006 ingezet op het traject van de S1, S4 en S7. Door dat inmiddels 4 treinen buiten dienst zijn gesteld mag het project 420 plus als mislukt worden beschouwd.

### SL X420
De SL hebben ter overbrugging tijdens de vertraagde levering van de treinen van de serie X 60 aan de Storstockholms Lokaltrafik (SL) werden bij DB-dochter DB Regio Sverige AB 15 treinen van de 1e serie 420 treinstellen tijdelijk als X420 gebruikt. Daarna zijn deze treinen in Zweden gesloopt.

## Treindiensten
De treinen werden door DB ingezet op de S-Bahn-netten van:
- München
- Stuttgart
- Rhein-Main (Frankfurt)
- Rhein-Ruhr

## Foto's

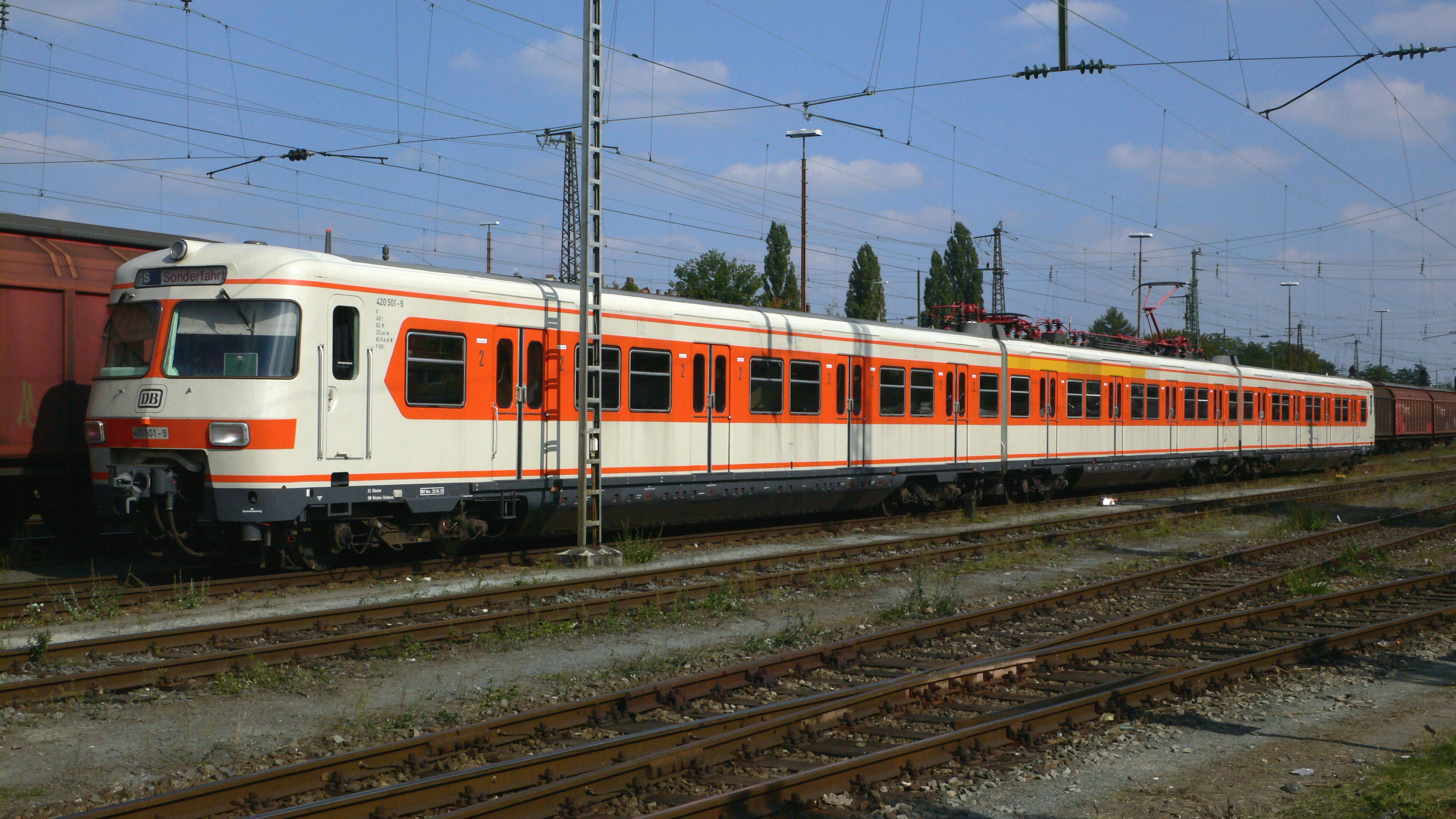
420 001 van de DB
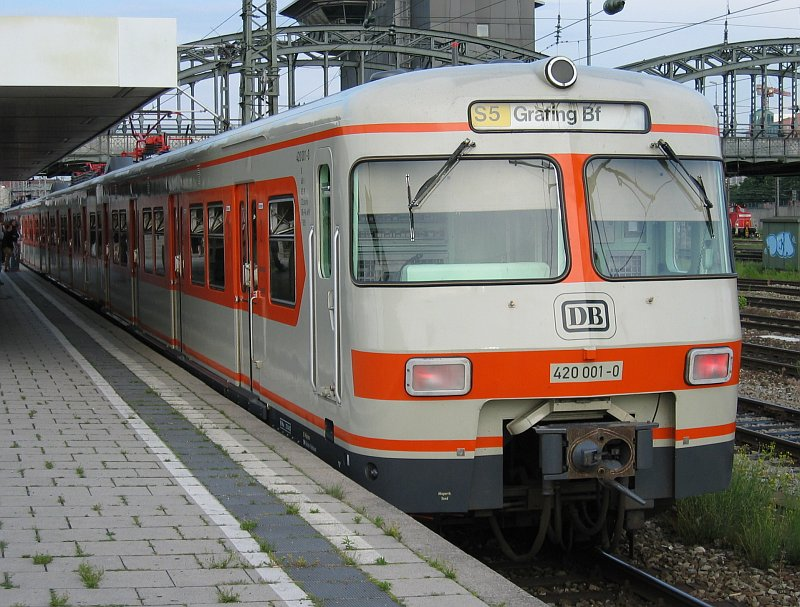
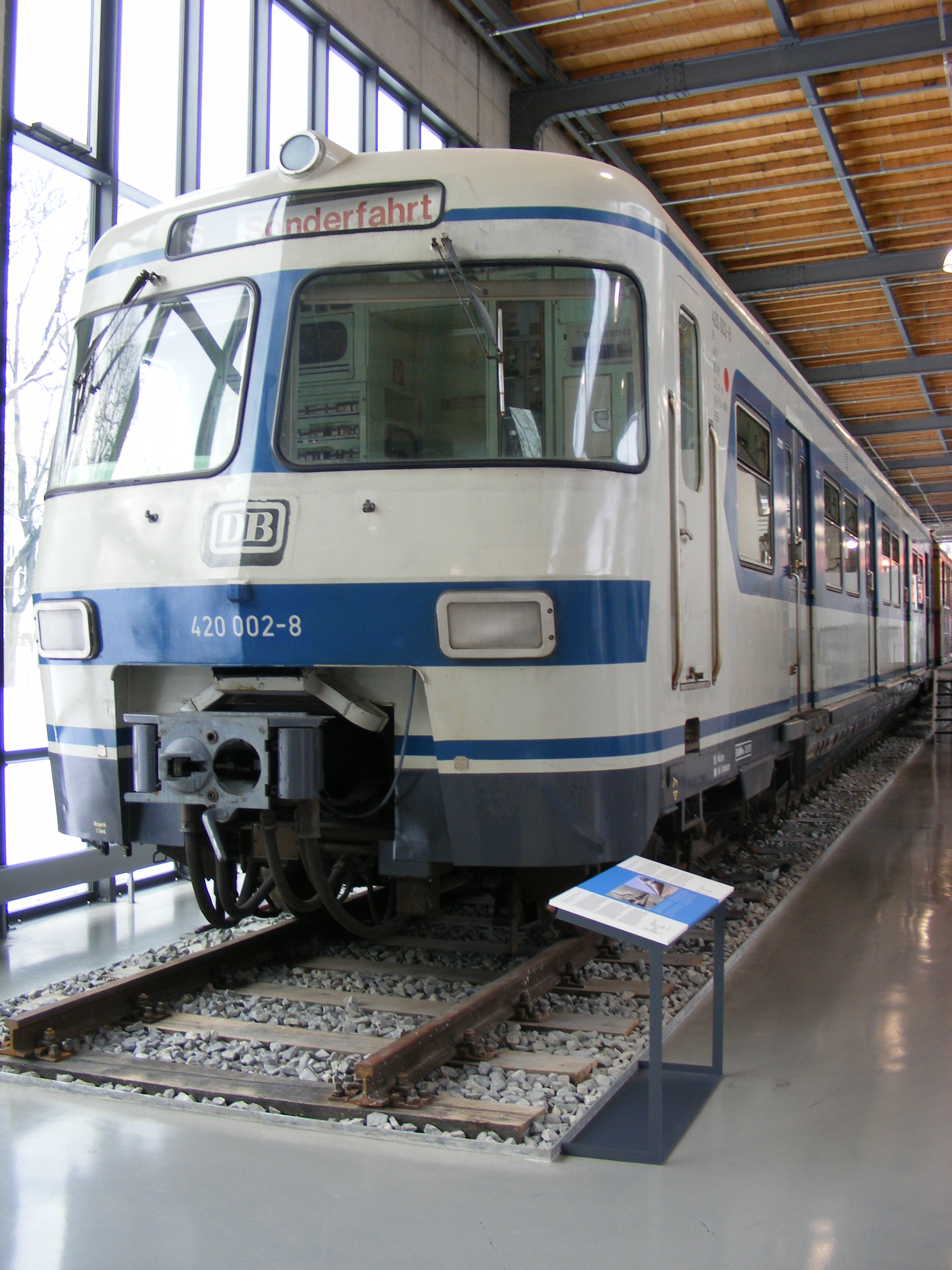
in Deutschen Museum Verkehrszentrum München
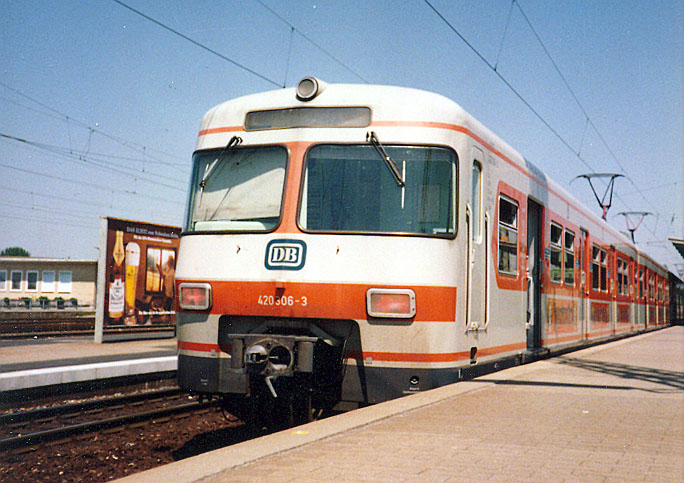
420 306 in Bietigheim-Bissingen
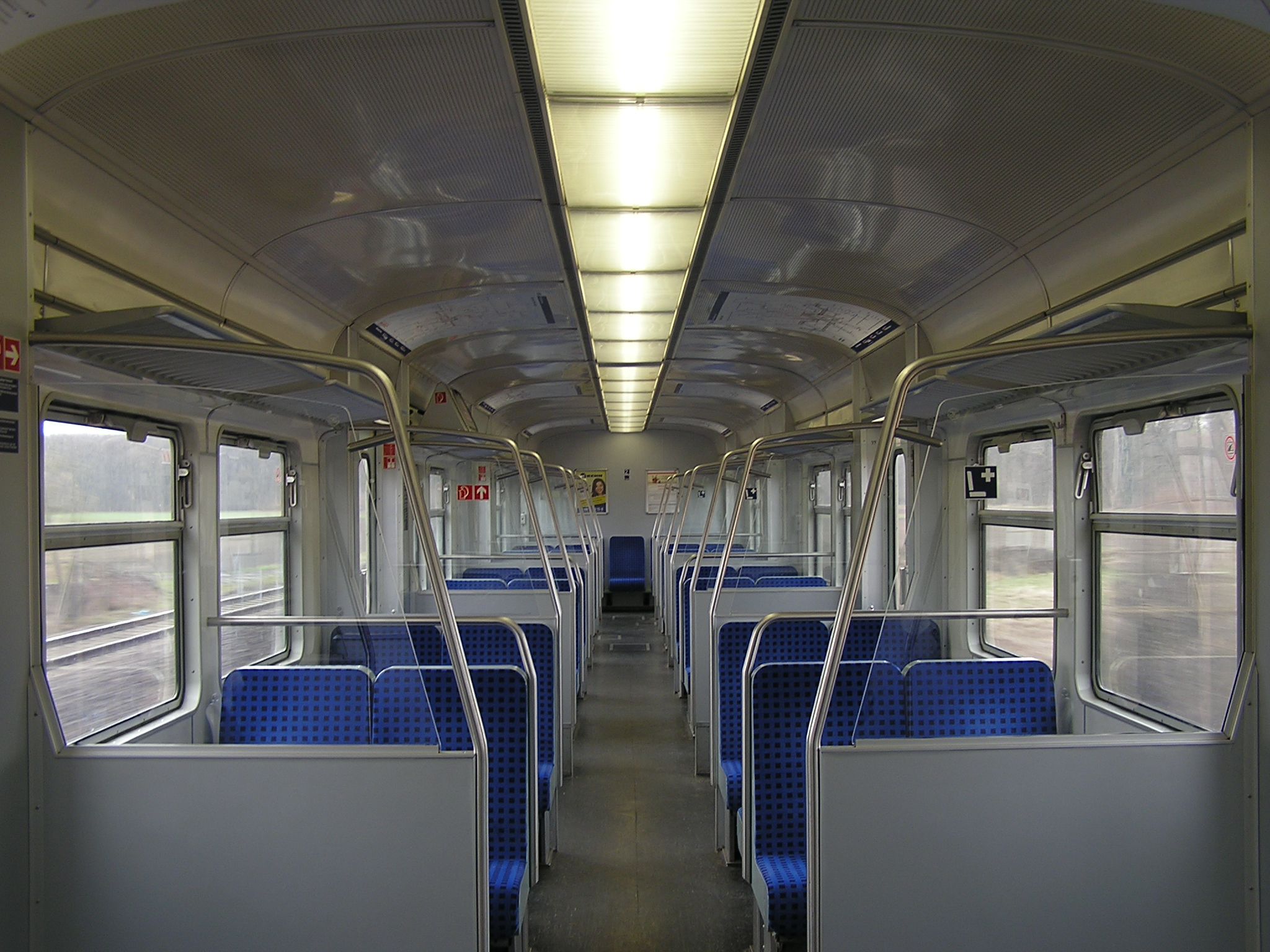
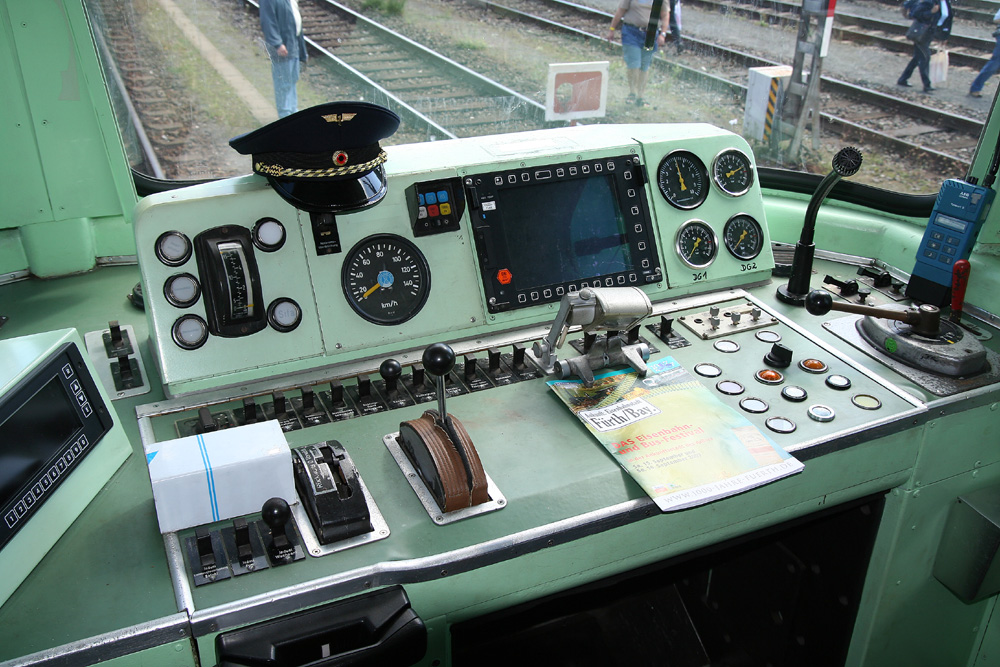
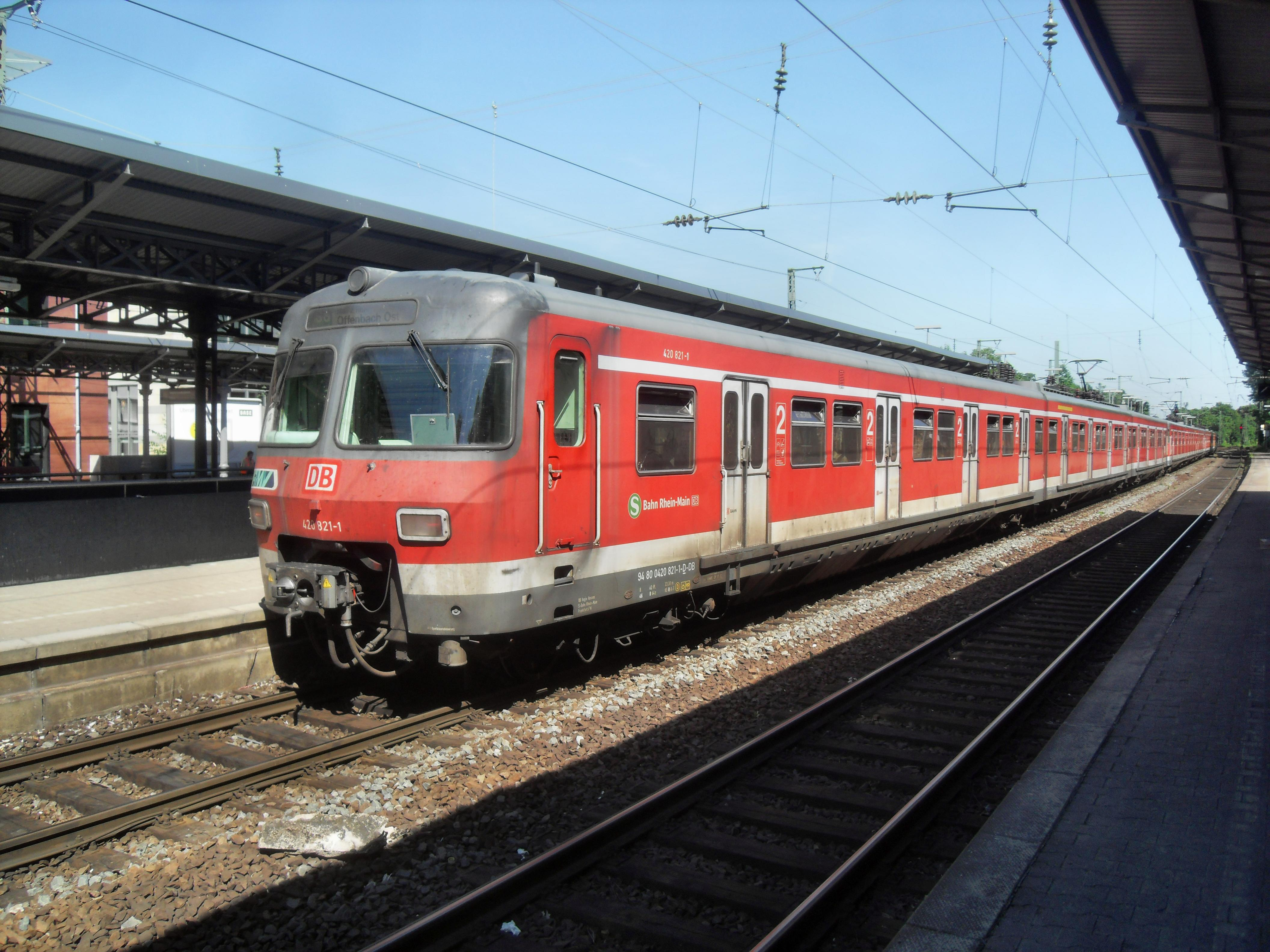
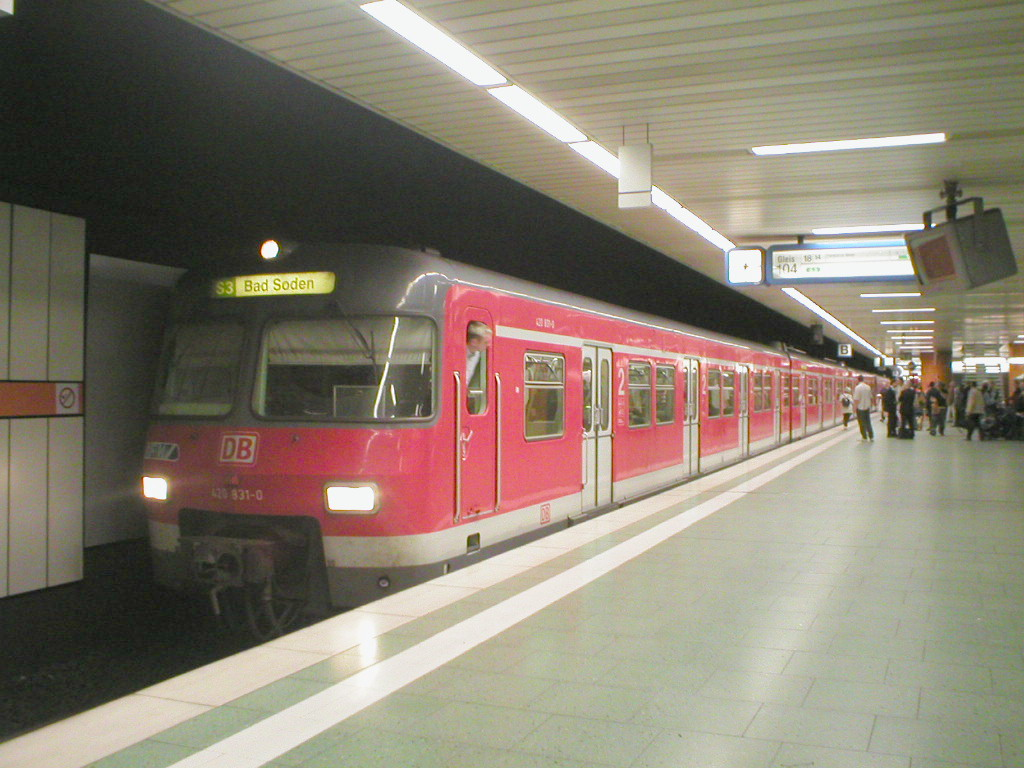
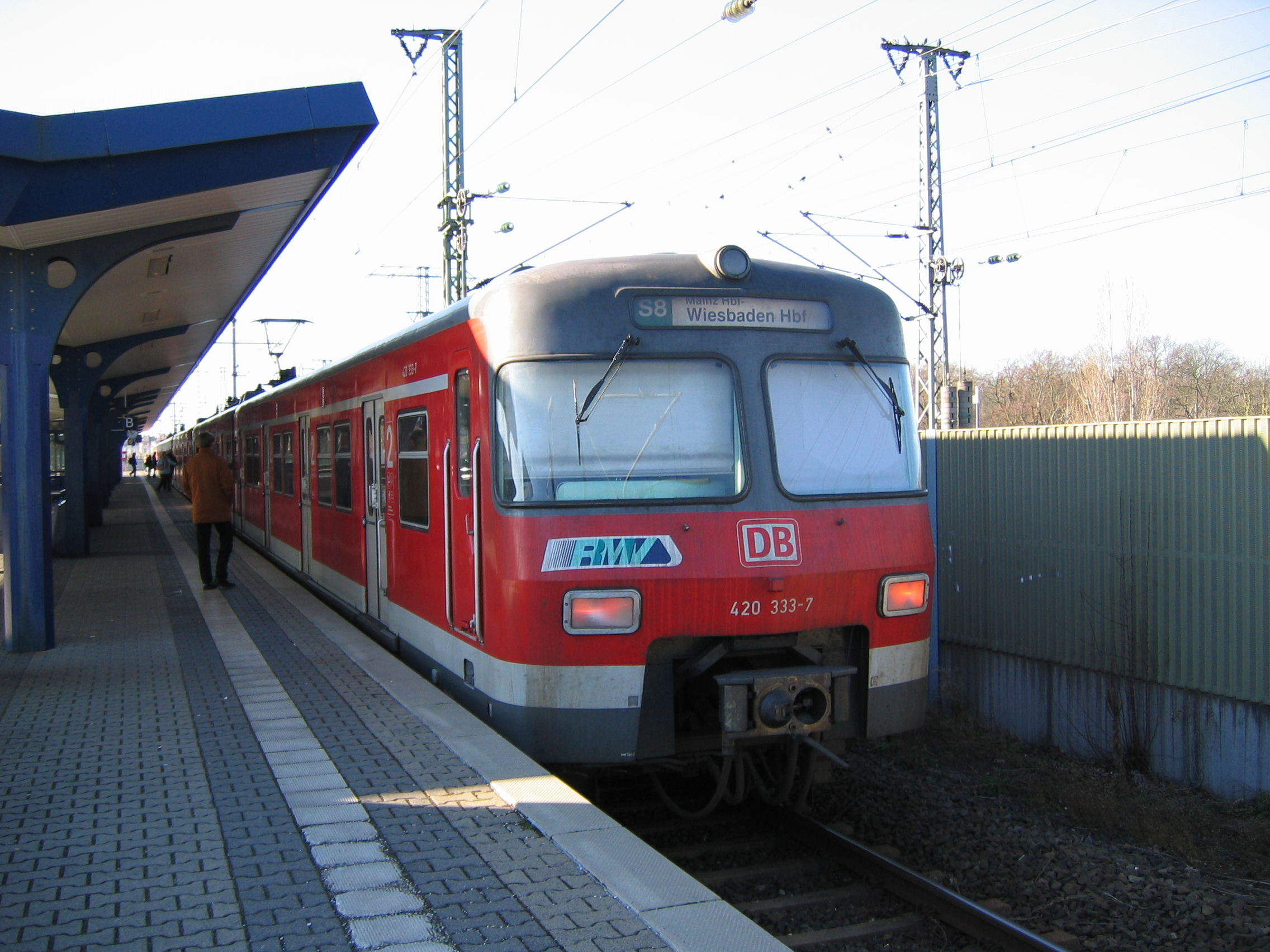
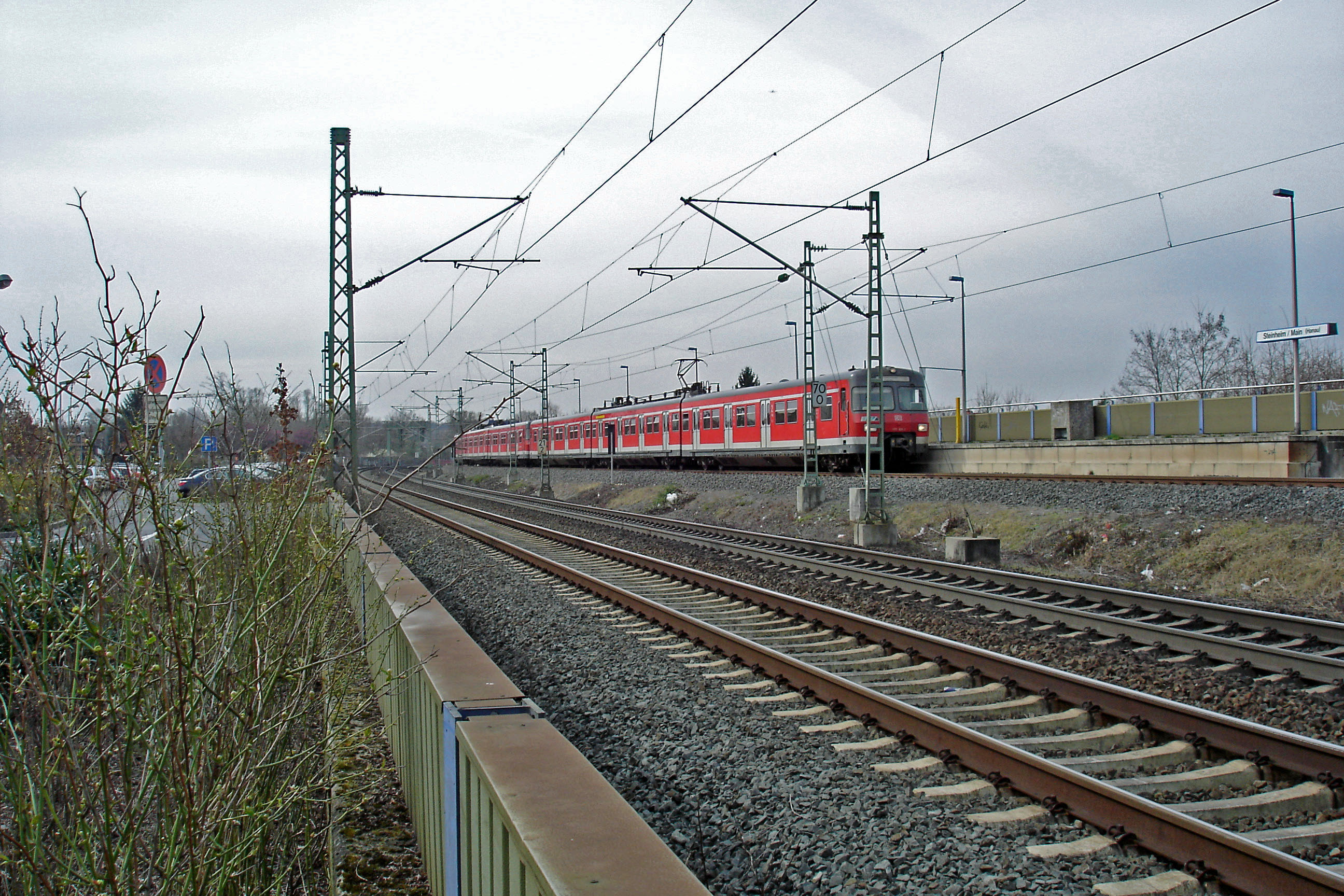
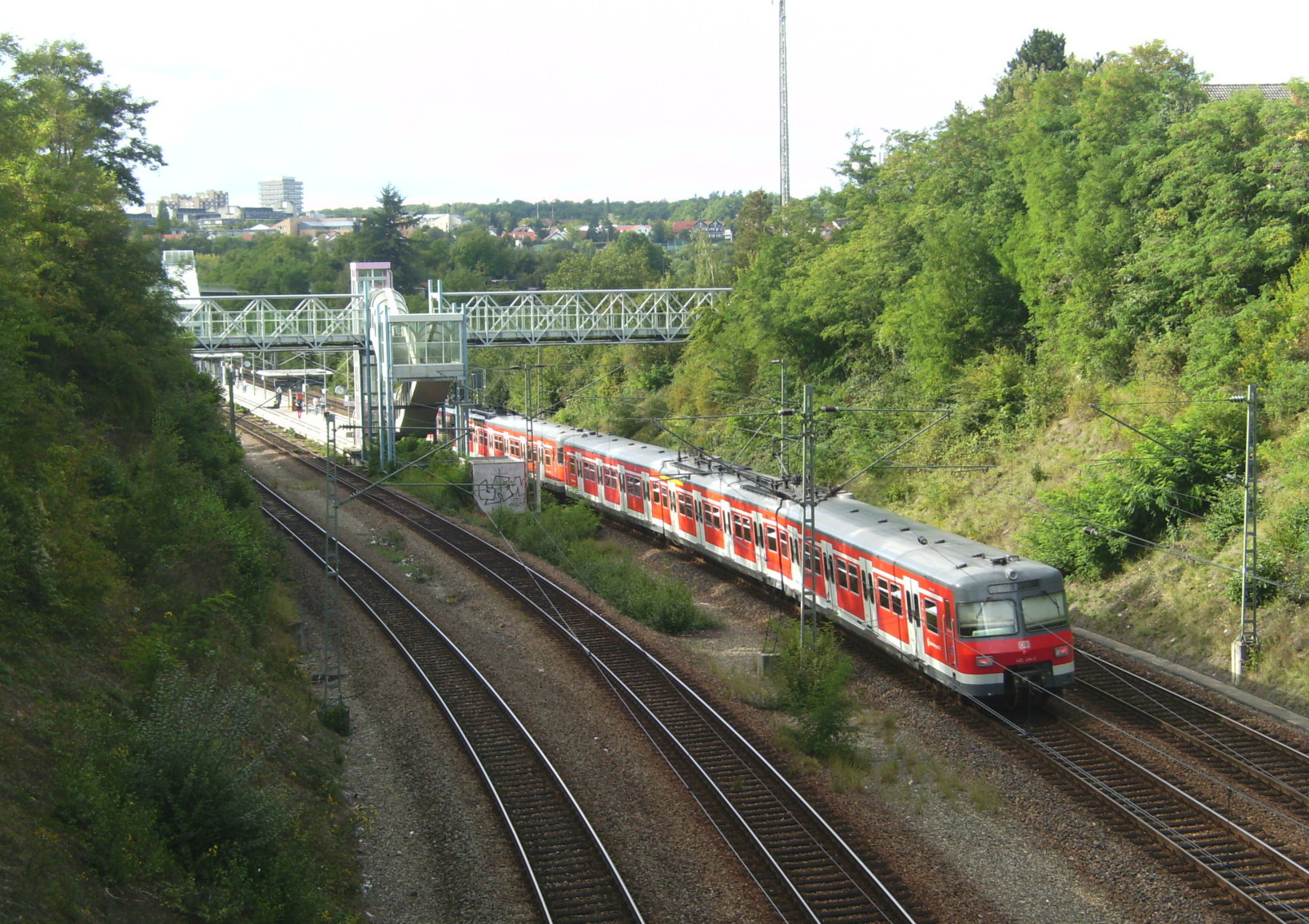

In dit overzicht staan eveneens treinen van de Deutsche Bundesbahn (DB) en van de Deutsche Reichsbahn (DR)